# 브라운스톤

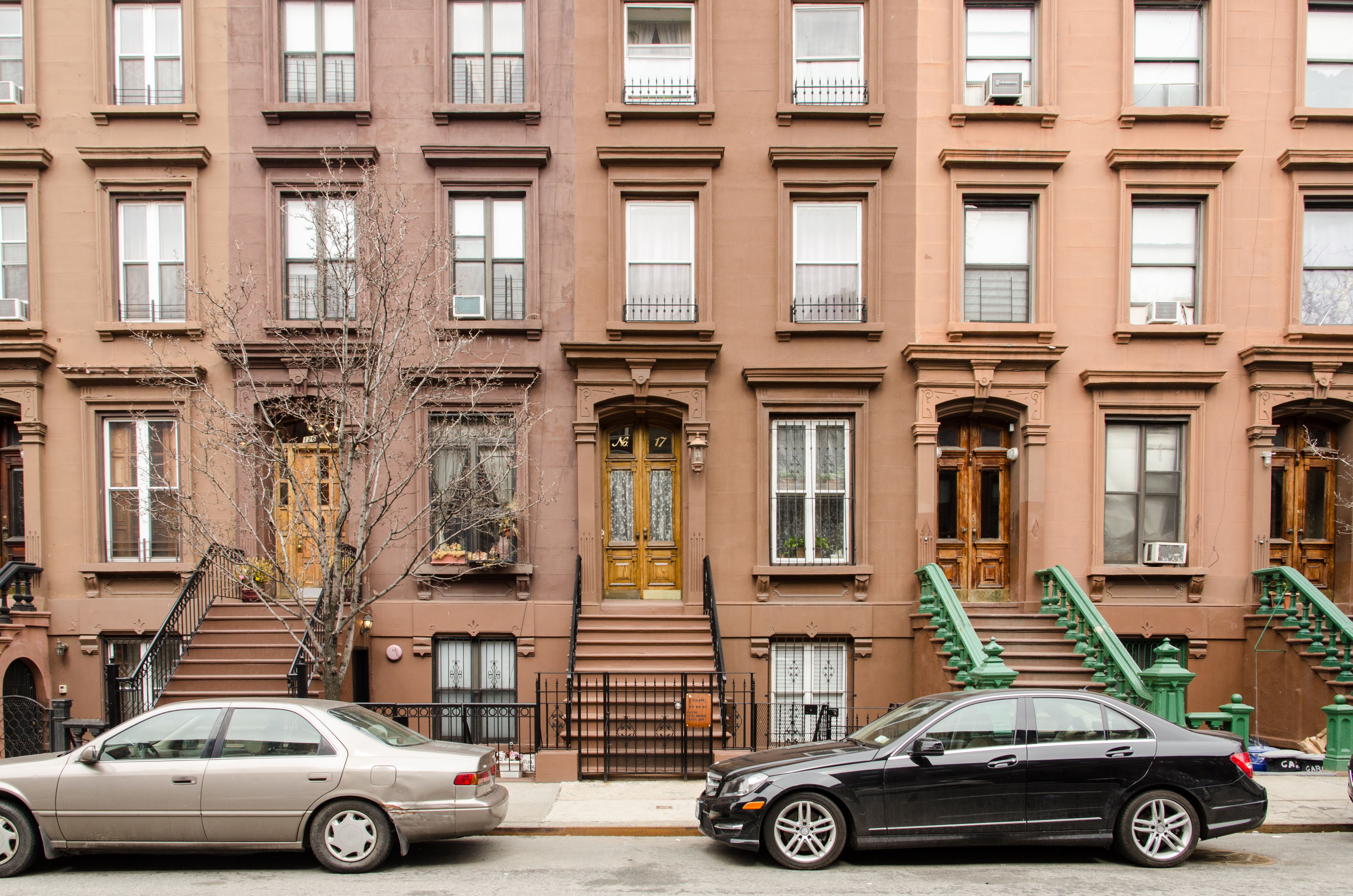
뉴욕 할렘의 브라운스톤 아파트.

브라운스톤(brownstone)은 트라이아스기-쥐라기 지층에서 채취되는 갈색 사암이다. 캐나다나 미국의 동부에서 건축자재로 많이 사용되었다. 이 지역들에서는 브라운스톤 자재로 만들어진 타운하우스를 브라운스톤이라고도 부른다.

## 같이 보기
- 치수석재
- 사암